# Die gelbe Flagge
Die gelbe Flagge ist ein deutscher Abenteuerfilm aus dem Jahre 1937. Unter der Regie von Gerhard Lamprecht spielen Hans Albers, Olga Tschechowa und Dorothea Wieck die Hauptrollen. Der Film basiert auf dem gleichnamigen Roman (1936) von Fred Andreas.

## Handlung
Ein Passagierschiff, die „Elmtree“ (Ulmenbaum), befindet sich auf dem Weg nach Südamerika, als plötzlich mutmaßlich eine Seuche, die Lungenpest, ausbricht. Augenblicklich wird entschieden, dass sich die Mannschaft und die Passagiere in Quarantäne begeben müssen, um eine eventuelle Verbreitung der Krankheit zu verhindern. Das Schiff soll die kleine, vor dem Zielhafen Puerto Guara gelegene Insel San Luis Rey ansteuern und die Menschen an Bord sich in die Obhut des dortigen Quarantäneleiters Ramón Orveda begeben. An Land werden die Frauen sofort von den Männern getrennt. An Bord geblieben sind lediglich der an Malaria erkrankte deutsche Abenteurer Peter Diercksen, der als Reiseleiter eine Expeditionstour von Professor Cameron in den Urwald führen sollte, und der noch junge Schiffssteward Tobi. Um diesen Job durchführen zu können, will Diercksen unbedingt einen Quarantäne-bedingten Zwangsaufenthalt auf San Luis Rey umgehen und versucht daher, sich auf eigene Faust nach Puerto Guara durchzuschlagen. Dabei werden er und Tobi aufgegriffen und ebenfalls auf die Quarantänestation verbracht.
Hier lernt er die einheimische Krankenschwester Dolores kennen, die sich bald in Peter verliebt. Doch er nutzt die Gunst der Stunde und beginnt, nur getrennt durch einen Bretterzaun, heftig mit der amerikanischen Journalistin Helen Roeder zu flirten, die ihm besser gefällt. Der bullige Orveda als Herr der Insel erweist sich als Despot, der ganz nach Lust und Laune die Quarantänedauer verlängert. Bald entsendet die Regierung einen eigenen Vertrauensarzt, einen Dr. Pérez, um vor Ort den Gesundheitszustand der Internierten zu überprüfen. Tatsächlich kann keine Erkrankung festgestellt werden, selbst bei Diercksen nicht. Durch einen Fauxpas erhält dessen Befund jedoch den Eintrag eines anderen Mannes. Peter, der sein Herz an die Amerikanerin verloren hat, möchte die anhängliche Dolores abwimmeln und schickt dafür Tobi vor. Die derart Zurückgewiesene will sich für Peters Verhalten rächen und schickt deshalb Peters Krankenakte mit dem falschen Befund an Prof. Cameron, sodass dieser auf Diercksens Expeditionsteilnahme verzichten will. Nun erfährt auch Peter Diercksen, was in seiner Akte steht: Er habe, so liest er, einen schweren Herzfehler und werde nur noch ein halbes Jahr leben. Schweren Herzens trennt sich der deutsche Abenteurer von der US-Journalistin, um ihr in naher Zukunft den ganz großen Trennungsschmerz zu ersparen.
Stattdessen wendet sich Diercksen nun, wie von Dolores beabsichtigt, ihr, der Krankenschwester, zu und engagiert sie als seine Pflegerin für die Zeit, die ihm noch bleibt. Beide reisen nach Buenos Aires. Dort treffen sich Peter und Helen Roeder wieder, die von Tobi von Diercksens Gesundheitszustand erfahren hat. Um die US-Journalistin endgültig loszuwerden, behauptet die Südamerikanerin nun, dass Peter in Wahrheit gesund und im Übrigen ihr Geliebter sei. Diercksen kann einen Teil des Gesprächs mithören und weiß nun, wie es wirklich um ihn steht. Er versucht in einer Aussprache, den Bruch mit Helen zu kitten, doch die zeigt sich zu keiner Versöhnung bereit. In der Zwischenzeit sind Prof. Cameron und die Seinen auf ihrer Expedition tief in den Busch vorgedrungen und von Eingeborenen in die Zange genommen worden. Die Expeditionsteilnehmer können sich in eine Blockhütte retten und sich dort verschanzen. Peter, den jetzt nichts mehr in der großen Stadt hält, will Cameron und den anderen nachreisen und nimmt als Beobachtungsflieger an einer Hilfsaktion teil. Diercksen schlägt sich bis zur Blockhütte durch und findet dort den schwer verwundeten Professor. Tapfer verteidigen der Deutsche und die wenigen Überlebenden die Hütte, bis die Hilfskräfte eintreffen. Unter ihnen befinden sich auch Helen und Dolores, die sich mittlerweile ausgesprochen haben. Man hilft den Verwundeten, und Peter und Helen finden endlich zusammen.

## Produktionsnotizen
Die gelbe Flagge entstand zwischen Mitte Juni und Ende August 1937 in Jugoslawien (Außenaufnahmen) und in den UFA-Ateliers in Neubabelsberg. Die Uraufführung erfolgte in den Kammerlichtspielen Sonne am 14. Oktober 1937, die Berliner Premiere war am 22. November desselben Jahres im Atrium-Kino.
Ludwig Reiber gestaltete die Filmbauten. Werner Pohl sorgte für den Ton, Viktor von Struve war Produktionsassistent. Hans Schönmetzler und Werner Drake arbeiteten als Aufnahmeleiter, Eugen Klagemann war Standfotograf.
Die zu sehende Flugmaschine Bücker-Jungmann 131b wurde von den Bücker Flugzeugwerken in Rangsdorf gestellt.
Es wurden zwei Musiktitel gespielt:
- Du – in Dich bin ich verliebt (Swing Fox)
- Schöne Frau aus Sante Fé (Tango)

## Wissenswertes
Die auf einem Schiff gehisste gelbe Flagge bedeutete früher, dass dieses Schiff unter Quarantäne gestellt wurde, da der Verdacht bestand, dass an Bord eine Seuche ausgebrochen war.

## Kritiken
„Wirre Abenteuer fern aller Realität.“

„Ganz auf Hans Albers als Draufgänger und Frauenliebling zugeschnittener Abenteuerfilm in Südamerika.“